# Lucky Thompson
Lucky Thompson, (Columbia vagy Detroit, 1924. június 16. – Seattle, 2005. július 30.) amerikai szaxofonos. Lucky Thompson tenor- és szopránszaxofonos volt, aki játékában a swing és a bebop elemeit ötvözte. Thompson (és Steve Lacy) már John Coltrane előtt elővette a már szinte elfeledett szopránszaxofont.

## Pályafutása
Eli „Lucky” Thompson a dél-karolinai Columbiában született. Gyermekkorában Detroitba költöztek. Édesanyjuk halála után Thompson nevelte fel testvéreit. Az első hangszere megszerzése előtt egy seprűnyélen gyakorolta a szaxofon használatát. A középiskola elvégzése után, 1942-ben bekerült Erskine Hawkins zenekarába.
Lionel Hampton, Don Redman, Billy Eckstine, Dizzy Gillespie, Charlie Parker, Lucky Millinder és Count Basie swing zenekaraiban játszott, aztán bebopot és hard bopot Kenny Clarke, Miles Davis, Dizzy Gillespie és Milt Jackson oldalán.
Thompsont a swing korszakát az okosabb, összetettebb bebop stílushoz sorolják. A tenorszaxofonhoz való kifinomult, harmonikusan elvont megközelítése Don Byas, Coleman Hawkins zenéjére épült. Ezeket a képességeit például Stan Kenton „Cuban Fire!” albuma jól mutatja.
Thompson erősen bírálta a zenei üzletágat, és „parazitáknak, keselyűknek” minősítette a promótereket, zenei producereket és lemezcégeket. Részben ez késztette arra, hogy Párizsba költözött, ahol 1957-62 között több lemezt is készített. Thompson visszatért New Yorkba, majd a svájci Lausanne-ban élt 1968-70 között. 1973-74-ben tanított a Dartmouth College-ban. Az 1970-es évek közepe után állítólag rövid ideig a kanadai Manitoulin-szigeten és a Georgia állambeli Savannah-ban élt.
Utolsó éveiben Seattle-ben élt. Az ismerősök arról számoltak be, hogy Thompson az 1990-es évek elején hajléktalan remete volt. 2005. július 30-án halt meg egy Alzheimer-kórosokat támogató intézményben.

## Lemezeiből
- Accent On Tenor Saxophone (1954)
- Tricotism (1956)
- Brown Rose (1956)
- Lord, Lord, Am I Ever Gonna Know? (1961)
- Lucky Thompson Plays Jerome Kern and No More (1963)
- Lucky Strikes (1964)
- Lucky Thompson Plays Happy Days Are Here Again (1965)
- Lucky is Back! (1965)
- Soul's Nite Out (1970)
- Goodbye Yesterday (1973)
- Concert: Friday the 13th − Cook County Jail (1973) with Jimmy McGriff
- I Offer You (1973)
- Back to the World (1979)
- Lucky Thompson (1980)
- Lucky Thompson: Sonny Lester Collection (1991)
- Paris Blue, with Sammy Price (2000)
- Modern Jazz Group (2000)
- Jazz in Paris, with Dave Pochonet All Stars (2001)
- Home Comin' (2003)

Milt Jackson
- Meet Milt Jackson (1956)
- Roll 'Em Bags (1956)
- Jackson's Ville (1956)
- Ballads & Blues (1956)
- The Jazz Skyline (1956)
- Plenty, Plenty Soul (1957)

## Fordítás
- Ez a szócikk részben vagy egészben  a   Lucky Thompson című angol Wikipédia-szócikk ezen változatának fordításán alapul.  Az eredeti cikk szerkesztőit annak laptörténete sorolja fel. Ez a jelzés csupán a megfogalmazás eredetét és a szerzői jogokat jelzi, nem szolgál a cikkben szereplő információk forrásmegjelöléseként.